# Réquiem (Reger)

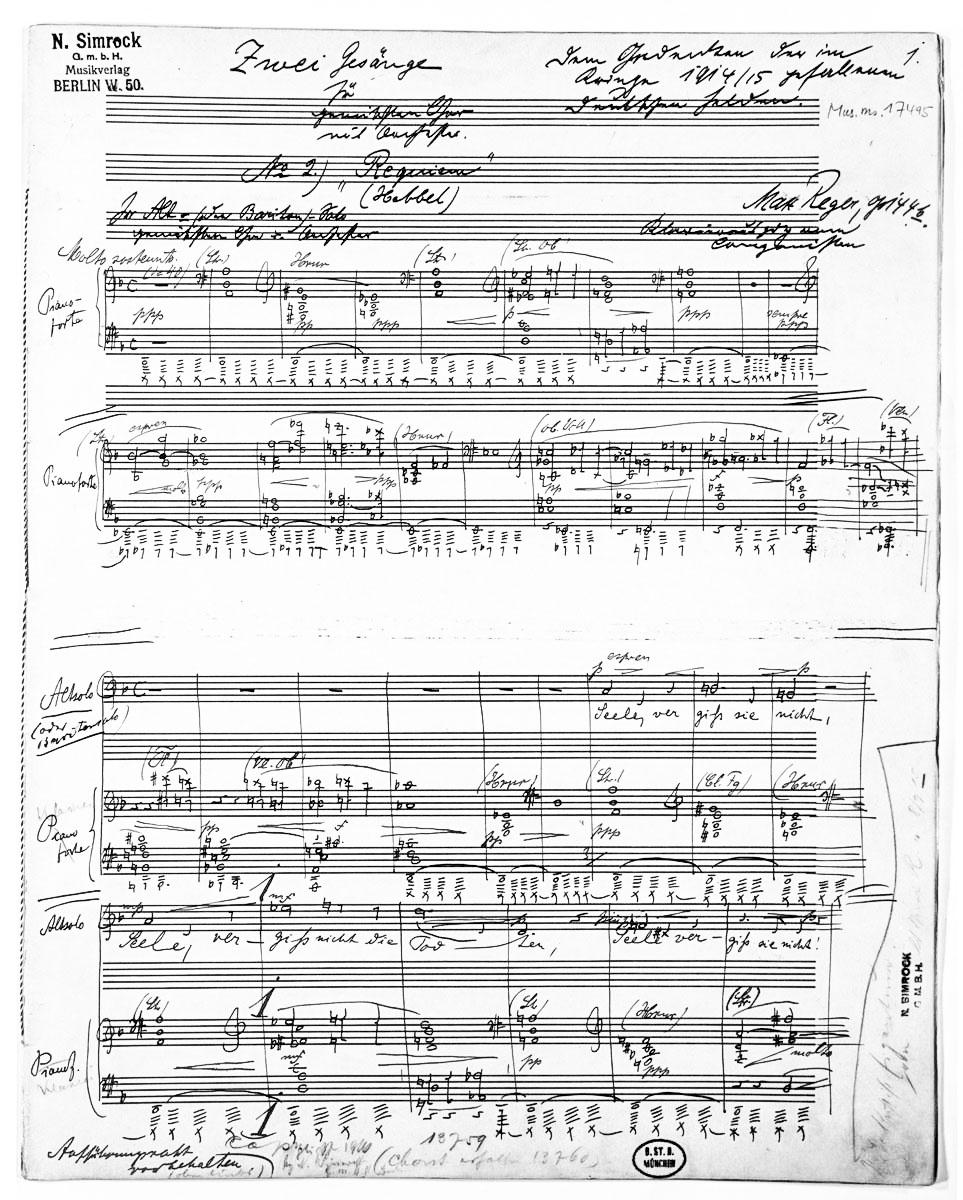
Primera página del autógrafo de la versión para piano del Réquiem, con título y dedicatoria

Réquiem (o Hebbel Requiem), op. 144b, es una composición de 1915 de Max Reger basada en el poema «Réquiem» de Friedrich Hebbel para alto o barítono solistas, coro y orquesta. Es la última obra completa de Reger para coro y orquesta, dedicada en el autógrafo como «Dem Andenken der im Kriege 1914/15 gefallenen deutschen Helden» (A la memoria de los héroes alemanes caídos en la Guerra de 1914/15).
Reger ya había compuesto anteriormente Réquiem: su motete para coro masculino de 1912, publicado como parte final de su op. 83, utiliza el mismo poema, y en 1914 se propuso componer una obra coral en memoria de las víctimas de la Gran Guerra. Se trata del réquiem latino, el servicio católico por los difuntos, pero la obra se quedó en un fragmento y finalmente fue designada Lateinisches Requiem (Réquiem latino), op. 145a.
El Hebbel Requiem fue publicado por N. Simrock en 1916, tras la muerte del compositor, junto con otra composición coral, Der Einsiedler (El ermitaño), op. 144a, sobre un poema de Joseph von Eichendorff. Esa publicación se tituló Zwei Gesänge für gemischten Chor mit Orchester (Dos canciones para coro mixto con orquesta), op. 144. Reger proporcionó una transcripción para piano de las partes orquestales. Max Beckschäfer arregló la obra para voz, coro y órgano en 1985. Se estrenó en Heidelberg el 16 de julio de 1916, en el marco de un concierto en memoria de Reger, dirigido por Philipp Wolfrum.
El compositor creía que la obra era «una de las cosas más bellas» que había escrito. Se ha descrito como de «belleza lírica, compactabilidad dramática y economía de medios musicales», en el que el «dominio del impulso, la técnica y el material es evidente».

## Contexto

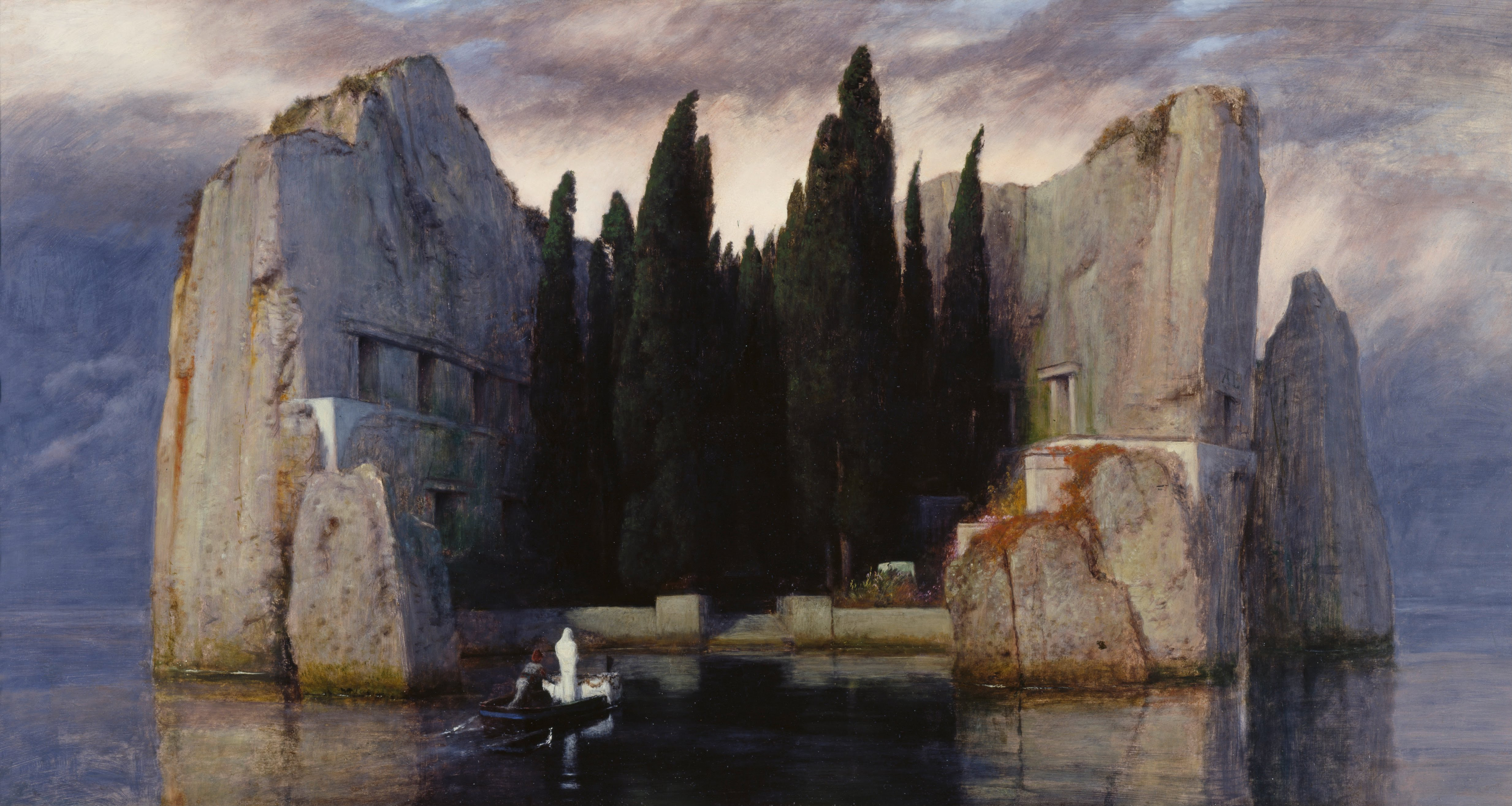
La isla de los muertos de Arnold Böcklin

Reger fue un compositor alemán, nacido en Brand en 1873 y criado en Weiden in der Oberpfalz. Estudió teoría musical de abril a julio de 1890 con Hugo Riemann en el conservatorio real de Sondershausen y continuó sus estudios, de piano y teoría, en el Conservatorio de Wiesbaden a partir de septiembre de ese año. Se estableció como compositor de teclado, intérprete y profesor de piano y órgano. Las primeras composiciones a las que asignó números de opus fueron música de cámara. En 1891 compuso sus Sechs Lieder, op. 4, una colección de seis canciones. La primera, «Gebet» (Oración), estaba basada en un texto de Friedrich Hebbel, que también escribió el poema en el que se basan dos de las composiciones del Réquiem de Reger.
Regresó a su casa paterna en 1898, donde compuso su primera obra para coro y orquesta, Hymne an den Gesang (Himno a la canción), op. 21. Se trasladó a Múnich en 1901. Los ingresos procedentes de editoriales, conciertos y la enseñanza privada le permitieron casarse en 1902. Su esposa, Elsa von Bercken, era protestante divorciada, y, como consecuencia, fue excomulgado de la Iglesia católica. En 1907 fue nombrado director musical de la Universidad de Leipzig y profesor del Real Conservatorio de la ciudad.
En 1911, fue nombrado Hofkapellmeister (director musical) en la corte del duque Jorge II de Sajonia-Meiningen, al tiempo que conservaba su cátedra en el conservatorio de Leipzig. En 1912, compuso el poema «Requiem» de Hebbel como motete para coro masculino sin acompañamiento, que se publicó con el n.º 10 de su colección op. 83. En 1913, compuso cuatro poemas sinfónicos sobre pinturas de Arnold Böcklin (Cuatro poemas sinfónicos sobre obras de A. Böcklin), incluyendo el cuadro La isla de los muertos, como su op. 128. Abandonó el cargo en la corte en 1914 por motivos de salud. Ese año, en el contexto de la Guerra Mundial, se propuso componer una obra coral para conmemorar a los soldados muertos o heridos de muerte. Comenzó a componer el Réquiem en latín, pero abandonó la obra como un fragmento. En 1915 se trasladó a Jena, pero continuó dando clases en Leipzig. En Jena compuso el Hebbel Requiem para solista, coro y orquesta, op. 144b, de nuevo sobre el poema de Hebbel, como en el arreglo para coro masculino. Tras un día completo de enseñanza en Leipzig, Reger murió de un ataque al corazón mientras se alojaba en un hotel de la ciudad el 11 de mayo de 1916.

## Poema de Hebbel

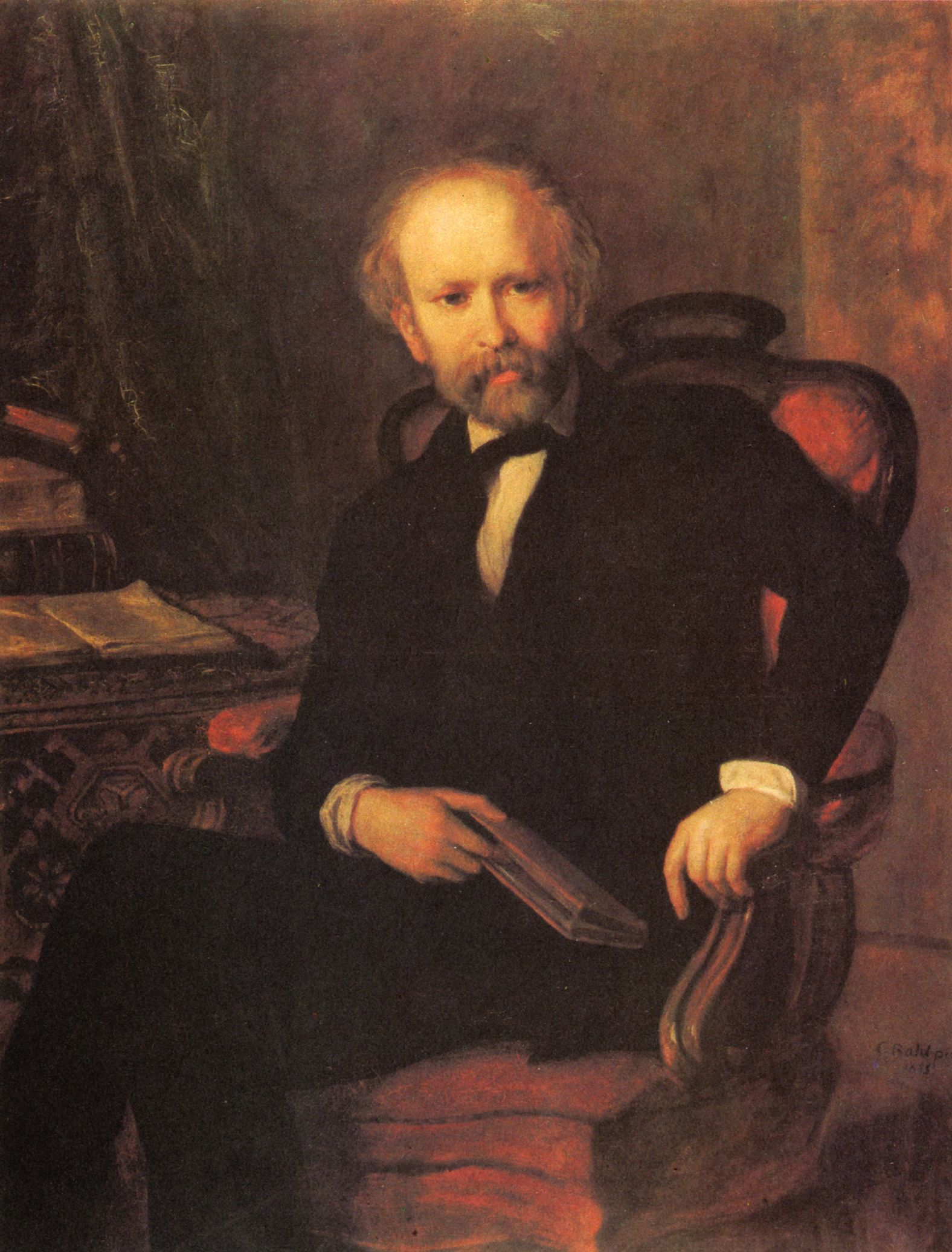
Friedrich Hebbel, pintado por Carl Rahl (1855)

En 1840, el dramaturgo Friedrich Hebbel escribió un poema en alemán titulado «Requiem», cuyo título en latín alude a «Requiem aeternam» (descanso eterno), las primeras palabras de la misa de difuntos. El poema se abre con un apóstrofe al «alma» en una súplica: «Seele, vergiß sie nicht, Seele, vergiß nicht die Toten» (Alma, no los olvides, alma, no olvides a los muertos). Estas palabras parecen hacerse eco de varios salmos, como el Salmo 103, «Bendice, alma mía, al Señor». Sin embargo, Hebbel evoca un «descanso eterno» que es claramente no religioso: el poema no ofrece ninguna referencia metafísica, cristiana o de otro tipo, sino que llama al recuerdo como la única manera de mantener vivos a los muertos. Los primeros versos, en los que el orador llama al alma a no olvidar a los muertos, se repiten en el centro del poema y de nuevo en su conclusión, como un estribillo que separa dos secciones más largas de versos. La primera de ellas describe cómo los muertos, alimentados por el amor, disfrutan de un último resplandor de vida. En cambio, la segunda sección describe un destino diferente para las almas que han sido abandonadas: que se ven relegadas a una lucha interminable y desolada por una existencia renovada. La musicóloga Katherine FitzGibbon señala que no se identifica al hablante de esta narración, pero puede tratarse de «un narrador poético, una voz divina o incluso los muertos». El poema se publicó en 1857. Por su parte, Peter Cornelius compuso el mismo poema en 1863, como motete fúnebre para coro a seis voces, a raíz de la muerte del autor.

Seele, vergiss sie nicht,

Seele, vergiss nicht die Toten!

Sieh, sie umschweben dich,

Schauernd, verlassen,

Und in den heiligen Gluten,

Die den Armen die Liebe schürt,

Atmen sie auf und erwarmen

Und genießen zum letztenmal

Ihr verglimmendes Leben.

Seele, vergiss sie nicht,

Seele, vergiss nicht die Toten!

Sieh, sie umschweben dich,

Schauernd, verlassen,

Und wenn du dich erkaltend

Ihnen verschließest, erstarren sie

Bis hinein in das Tiefste.

Dann ergreift sie der Sturm der Nacht,

Dem sie, zusammengekrampft in sich,

Trotzten im Schoße der Liebe,

Und er jagt sie mit Ungestüm

Durch die unendliche Wüste hin,

Wo nicht Leben mehr ist, nur Kampf

Losgelassener Kräfte

Um erneuertes Sein!

Seele, vergiss sie nicht,

Seele, vergiss nicht die Toten!
Alma, no los olvides,

Alma, no olvides a los muertos.

Mira, revolotean a tu alrededor,

Temblando, abandonados,

Y en el santo resplandor,

Que el amor alimenta a los pobres,

Respiran y se calientan

Y saborean por última vez

Su vida que se desvanece.

Alma, no los olvides,

Alma, no olvides a los muertos.

Mira, revolotean a tu alrededor,

Temblando, abandonados,

Y cuando te vuelves frío,

Acércate a ellos, se congelan

En lo más profundo.

Entonces la tormenta de la noche se apodera de ellos,

Que ellos, acalambrados en sí mismos,

Desafiaron en el seno del amor.

Y los persigue con impetuosidad

Por el desierto sin fin,

Donde ya no hay vida, sólo lucha

De fuerzas liberadas.

¡Por un ser renovado!

Alma, no los olvides,

Alma, ¡no olvides a los muertos!

## Motete
Reger compuso su primera versión del poema de Hebbel como motete para coro masculino sin acompañamiento en 1912 en Meiningen, donde había trabajado desde 1911. Lo compuso para la Basler Liedertafel, dirigida por Hermann Suter, que lo interpretó el 18 de mayo de 1912 para celebrar su 60 aniversario, antes de estrenarlo oficialmente en el festival nacional Schweizer Eidgenössisches Sängerfest (festival federal suizo de la canción) en Neuchâtel el 22 de julio de 1912.
De acuerdo con la estructura del poema, Reger utilizó el mismo material para cada uno de los estribillos, en una configuración homofónica. Las palabras «ihr verglimmendes Leben» (su vida que se oscurece) se ilustran con «una secuencia de acordes de sexta cromáticamente descendentes». Acordes descendentes similares se encuentran a menudo en las obras de Reger como expresión musical de «dolor, miedo, muerte y sufrimiento, asociaciones comunes con el cromatismo desde el siglo XVI», según FitzGibbon. Tanto el estribillo recurrente como los acordes descendentes reaparecen en la posterior composición del poema en el Hebbel Requiem.
El motete se publicó con el título de «Réquiem» como parte final de Zehn Lieder für Männerchor (Diez canciones para coro masculino), op. 83, con composiciones anteriores de 1904.

## Lateinisches Requiem
Tras el estallido de la guerra, Reger se propuso componer una obra conmemorativa de los soldados muertos o heridos de muerte, una obra coral de «großen Stils» (gran estilo). En otoño de 1914, estaba en conversaciones con un teólogo de Gießen sobre una composición, titulada provisionalmente «Die letzten Dinge (Jüngstes Gericht u. Auferstehung)» (Las últimas cosas [Juicio Final y Resurrección]). El organista Karl Straube, que había estrenado varias obras para órgano de Reger, le recomendó que compusiera en su lugar el tradicional réquiem en latín, ya que «Die letzten Dinge» no sería más que una variación de Un réquiem alemán de Johannes Brahms. Siguiendo su consejo, Reger dirigió la composición del introito y el «Kyrie», combinando ambos textos en un solo movimiento. Anunció el proyecto, una composición para solistas, coro, orquesta y órgano, a su editor el 3 de octubre de 1914. El «Dies irae» quedó inacabado. Reger escribió a Fritz Stein, su amigo y posterior biógrafo, que estaba en mitad de su composición, pero que se había interrumpido tras la línea «statuens in parte dextra».
El Lateinisches Requiem está escrito para solistas (soprano, contralto, tenor y bajo), un coro a cuatro voces (SATB), tres flautas (también flautín), dos oboes, corno inglés, dos clarinetes, dos fagotes, contrafagot, cuatro trompas, tres trompetas, tres trombones, tuba, tres percusionistas y cuerdas. Es la única composición coral de Reger que utiliza cuatro solistas. Los cuatro «Klangapparate» se utilizan como los varios coros de las composiciones de Heinrich Schütz. El primer movimiento se abre con un largo punto de pedal de órgano, que se ha comparado con el comienzo de El oro del Rin de Richard Wagner y el Réquiem de Brahms.
La obra quedó inacabada a la muerte de Reger, y su editor bautizó el primer movimiento como Lateinisches Requiem, op. 145a. Stein estrenó la obra en Berlín el 28 de mayo de 1938 con cuatro solistas y el coro ampliado de la Musikhochschule Berlin. Para esta interpretación, el texto litúrgico en latín fue sustituido por un texto en alemán, adaptado a la ideología nazi. Hellmut von Hase tituló su texto «Totenfeier» (Rito de los muertos) y se las arregló para servir a «la adulación nazi del héroe de guerra caído» (como dijo FitzGibbon), suprimiendo las referencias a la Biblia. Sustituyó, por ejemplo, «exaudi orationem meam, ad te omnis caro veniet» (Escucha mi plegaria; a ti acudirá toda carne) por «Con dolor arriamos en silencio las banderas, pues en la tumba se hundió lo que nos era querido». Esta versión fue publicada en 1939 por la Sociedad Max Reger.
El «Dies irae» inacabado se publicó en 1974 y fue estrenado en la iglesia St. Jakobi de Hamburgo el 3 de noviembre de 1979 por Yoko Kawahara, Marga Höffgen, Hans-Dieter Bader, Nikolaus Hillebrand, el NDR Chor y la Orquesta NDR de la Filarmónica del Elba, dirigidos por Roland Bader.
El Lateinisches Requiem está catalogado oficialmente como WoO V/9.

## Hebbel Requiem

### Historia

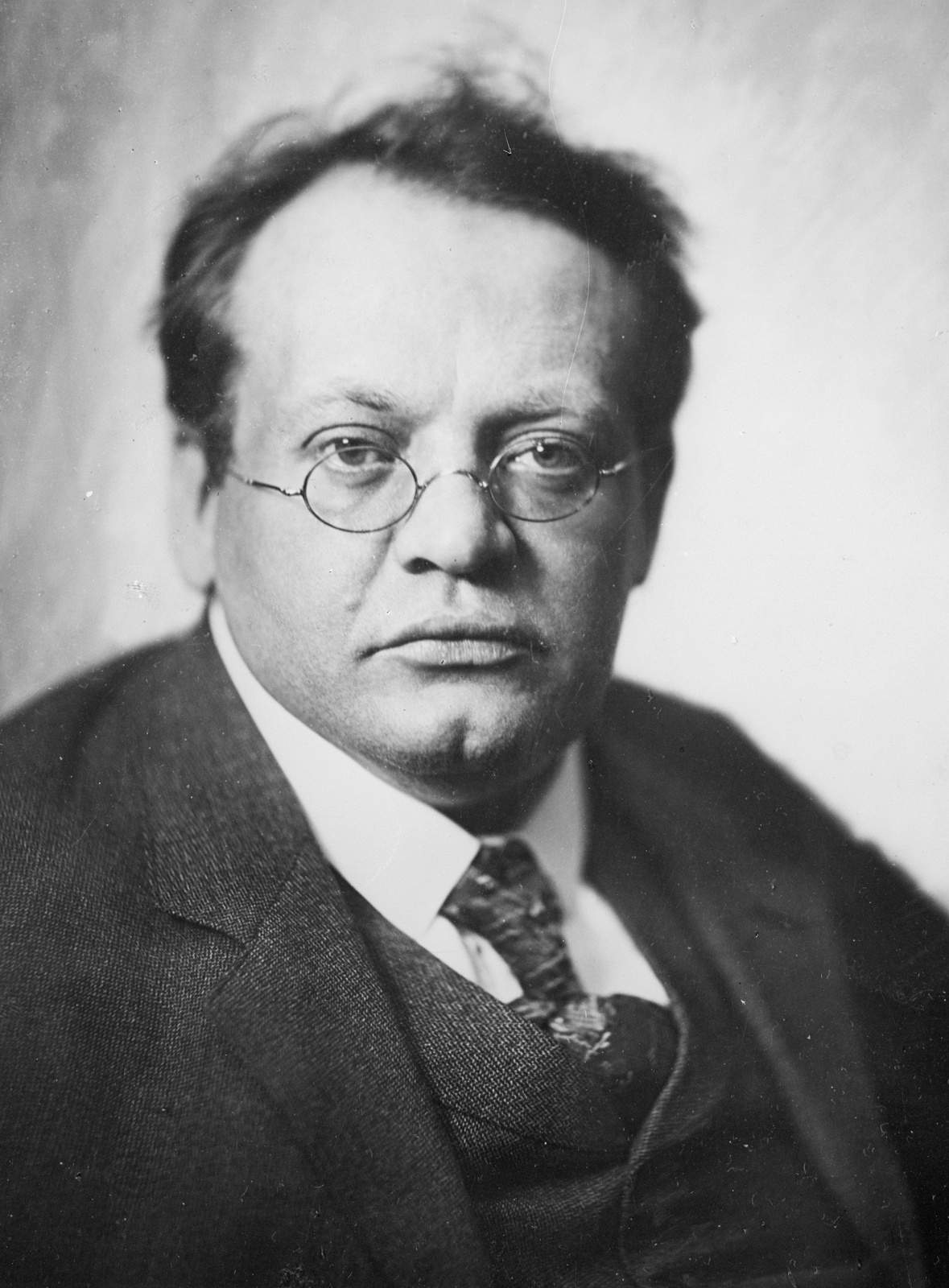
Max Reger, compositor de la obra, en 1913

Johannes Brahms, en su Un réquiem alemán, ya había abierto la vía a la composición de un réquiem no litúrgico, escrito en una lengua distinta del latín, pero que seguía abordando el tema tradicional del descanso (requies) por los difuntos. En esta tradición, el Réquiem de Reger de 1915, op. 144b, tampoco es una adaptación del réquiem en latín, sino del poema de Hebbel. Lo compuso en Jena, un año antes de su propia muerte, esta vez para una voz solista (contralto o barítono), coro y orquesta. El Réquiem, op. 144b, se combinó con Der Einsiedler, op. 144a, una adaptación de un poema de Joseph von Eichendorff, como Zwei Gesänge für gemischten Chor mit Orchester (Dos canciones para coro mixto con orquesta), op. 144. Reger tituló el autógrafo de la versión para piano: «Zwei Gesänge / für / gemischten Chor / mit Orchester / Nr. 2) Requiem / (Hebbel)», y escribió la dedicatoria: «Dem Gedenken der im / Kriege 1914/15 gefallenen / deutschen Helden» (A la memoria de los héroes alemanes caídos en la Guerra 1914/15).
Reger terminó la composición el 25 de agosto de 1915. El 8 de septiembre escribió al editor N. Simrock: «He terminado dos obras corales (Der Einsiedler y Réquiem). Creo que puedo decir sin temor a equivocarme que ambas están entre las cosas más bellas que he escrito». (Ich habe nun zwei Chorwerke (Der Einsiedler und Requiem) fertig. Ich glaube sagen zu dürfen, daß diese beiden Chorwerke mit das Schönste sind, was ich je geschrieben habe). El Réquiem fue publicado por primera vez por N. Simrock en 1916, editado por Ulrich Haverkampf, con la dedicatoria «Dem Andenken der im großen Kriege gefallenen deutschen Helden» (A la memoria de los héroes alemanes caídos en la Gran Guerra). Simrock también publicó una partitura vocal preparada por el propio Reger.
Se estrenó, junto con Der Einsiedler, en Heidelberg el 16 de julio de 1916, tras la muerte del compositor, como parte de un concierto en su memoria, en el que participaron Eva Katharina Lissmann, los coros Bachverein y Akademischer Gesangverein, y la Städtisches Orchester (Orquesta Municipal) ampliada, dirigida por Philipp Wolfrum.
En 1925, el Réquiem se publicó en Viena como partitura de bolsillo, Philharmonia-Taschenpartitur n.º 284. Edición Peters lo publicó en 1928, indicando que la duración de la representación era de 25 minutos, aunque la duración implícita en la marca del metrónomo es de 14 minutos.

### Música

#### Estructura
El Hebbel Requiem consta de un único movimiento. Sigue la forma general del poema narrado, pero con variaciones, lo que da lugar a diferentes estados de ánimo a lo largo de la pieza. El comienzo se recuerda en la mitad y al final. La siguiente tabla se basa en la partitura y en un análisis de Katherine FitzGibbon. La traducción de los íncipits se ofrece como en las notas de la grabación de 2009 en la traducción de Richard Stokes. El coro SATB a cuatro voces se divide a menudo. La obra está en re menor y compás común. El tempo es Molto sostenuto, y se mantiene con ligeras modificaciones (stringendo y ritardando) hasta la sección más dramática, marcada Più mosso (más rápido) y más tarde Allegro, volviendo al tempo inicial para la conclusión.
| Sección | Texto                                          | Traducción al inglés                | Vocal                     | Tempo                                 |
| ------- | ---------------------------------------------- | ----------------------------------- | ------------------------- | ------------------------------------- |
| A       | Seele, vergiß sie nicht                        | Soul, forget them not               | Solo                      | Molto sostenuto                       |
| A       | Sieh, sie umschweben dich                      | See, they hover around you          | SSAATTBB                  | Molto sostenuto                       |
| B       | und in den heiligen Gluten                     | And in the holy ardour              | SATTBB                    | Molto sostenuto                       |
| A'      | Seele, vergiß sie nicht                        | Soul, forget them not               | Solo                      | Molto sostenuto                       |
| A'      | Sieh, sie umschweben dich                      | See, they hover around you          | SSAATTBB                  | Molto sostenuto                       |
| C       | und wenn du dich erkaltend ihnen verschließest | And if, growing cold                | SATB                      | Molto sostenuto                       |
| C       | Dann ergreift sie der Sturm der Nacht          | The storm of night then seizes them | SATB                      | Più mosso - Molto sostenuto - Allegro |
| A''     | Seele, vergiß sie nicht                        | Soul, forget them not               | Solo SATB (melodía coral) | Molto sostenuto                       |

#### Secciones

##### A
La introducción instrumental se basa en un punto de pedal sostenido durante varios compases, que recuerda a los puntos de pedal en la música fúnebre de Schütz y Bach, en el Réquiem de Mozart en la misma tonalidad de re menor y en el anterior Lateinisches Requiem de Reger. En un patrón similar al comienzo de Un réquiem alemán, se repiten las notas graves, aquí en un re grave (re0).
El solista canta solo el apelativo íntimo «Seele, vergiß sie nicht» (Alma, no los olvides) sobre una melodía sencilla seguida de «Vergiß sie nicht, die Toten» (No los olvides, los muertos); la primera línea vuelve entonces con una melodía diferente. A lo largo de la pieza, el solista canta sólo estas palabras, al principio y en las repeticiones. El coro, aquí dividido en ocho partes, evoca el comienzo de la ascensión espiritual, «Sieh, sie umschweben dich, schauernd, verlassen» (Mira, revolotean a tu alrededor, estremeciéndose, abandonados), en acordes mayoritariamente homofónicos, marcados ppp, de un modo que recuerda a Schütz.

##### B
En la sección B, «und in den heiligen Gluten» (y en los santos resplandores), termina el punto pedal. El coro se divide en cuatro a seis partes, en movimiento más independiente. Como en las obras de Schütz, dos o tres voces introducen a menudo un nuevo texto.

##### A'
El solista canta la recapitulación del principio de forma similar a la primera vez, de nuevo en el punto pedal, pero repite esta vez ambas líneas, mientras que el coro canta sobre los muertos que se ciernen, como antes.

##### C
En la sección C, «und wenn du dich erkaltend ihnen verschließest» (y si te cierras fríamente a ellos), Reger utiliza el figuralismo, mediante líneas descendentes y un decrescendo final para la línea «erstarren sie bis hinein in das Tiefste» (se endurecen, hasta lo más profundo). Sobre la palabra «erstarren» (se endurecen), el coro se instala en un acorde disonante a cinco voces, mantenido durante dos compases, de repente fortissimo con un crescendo al final, y luego repetido pianissimo, una octava más grave, inmóvil.
En gran contraste, en «Dann ergreift sie der Sturm der Nacht» (La tormenta de la noche se apodera de ellos), se representa una tormenta en denso movimiento de cuatro partes que imitan un tema en tresillos.

##### A''
En la conclusión, el solista repite sus frases de la primera sección, pero esta vez el coro se une finalmente a las palabras del apelativo. El solista introduce un nuevo tema musical en la línea sobre no olvidar a los muertos. El coro repite estas palabras, marcadas como espressivo, dolcissimo, sobre la melodía del coral «O Haupt voll Blut und Wunden», del que Bach utilizó cinco estancias en su Pasión según San Mateo. La melodía no se repite como en el original, sino que continúa durante media línea. Reger es conocido por citar corales en general y ésta en particular, refiriéndose casi siempre a su última estrofa «Wenn ich einmal soll scheiden», que Bach incluyó en la Pasión justo después de la muerte de Jesús. El texto correspondiente sería entonces «Wenn ich einmal soll scheiden, so scheide nicht von mir. Wenn mir am allerbängsten ...» (Cuando un día deba partir, no te separes entonces de mí. Cuando sienta la mayor ansiedad ...).
Reger completa la composición coral para el coro, sin más referencia a la melodía coral, mientras la voz solista continúa cantando simultáneamente «Seele, vergiß nicht die Toten», concluyendo con un pasaje de cinco notas que desciende más de una octava, desde el re agudo hasta el la una undécima por debajo.

#### Instrumentación y representaciones
El Réquiem emplea una orquesta de dos flautas, flautín, dos oboes, corno inglés, dos clarinetes, dos fagotes, cuatro trompas, tres trompetas, tres trombones, tuba, tres percusionistas y cuerdas, y requiere un coro a la altura. El propio Reger escribió una versión para piano.
Para hacer la música más accesible, el compositor y organista Max Beckschäfer arregló la obra para voz, coro y órgano en 1985. La versión para órgano se estrenó en la Marktkirche de Wiesbaden, donde el propio Reger había tocado el órgano cuando estudió allí en la década de 1890. Gabriel Dessauer dirigió un coro de proyecto, más tarde conocido como Reger-Chor. Beckschäfer fue el organista y Ulrike Buchs la solista vocal. El coro, ampliado en el Reger-Chor-International por cantantes de Bélgica, volvió a interpretar la obra en 2001 con el organista Ignace Michiels de la catedral de San Salvador de Brujas, tanto allí como en la Bonifatiuskirche de Wiesbaden (grabado en directo). La interpretaron por tercera vez en 2010 para celebrar el 25 aniversario del Reger-Chor.
El Hebbel Requiem se interpretó como parte de la Ouverture spirituelle del Festival de Salzburgo de 2014, junto con la Cuarta Sinfonía de Bruckner, con Plácido Domingo como barítono solista y la Filarmónica de Viena dirigida por Daniel Barenboim.
Para conmemorar el centenario de la muerte de Reger en 2016, la emisora Bayerischer Rundfunk ofreció un concierto del Réquiem a principios de mayo, dirigido por Karl-Heinz Steffens. El Bachfest Leipzig de 2016 programó varias obras de Reger, incluido el fragmento del Réquiem en latín en el concierto inaugural en la Thomaskirche el 10 de junio, y el Hebbel Requiem allí mismo el 17 de junio, junto con Der Mensch lebt und bestehet y O Tod, wie bitter bist du.

#### Evaluación
En una reseña de una grabación de obras corales de Reger, Gavin Dixon dijo que el Réquiem es «casi místico en su uso de acordes muy espaciados, cambios armónicos inusuales y arpegios de ensueño en el acompañamiento». Las notas al programa de la grabación dicen que en la «evocación angustiada y expresionista de las almas "estremecidas", "abandonadas" y "frías", la pieza parece decidida a exponer la muerte en todo su sombrío horror».
Debra Lenssen escribió en su tesis de 2002 sobre el op. 144 de Reger:

As their composer's final completed works for chorus and orchestra, Der Einsiedler and Requiem, Op. 144a and 144b, demonstrate Max Reger's mature ability when setting poems of recognized literary merit. These powerful single-movement works from 1915 defy many stereotypes associated with their composer. They manifest a lyrical beauty, a dramatic compactness, and an economy of musical means. The central theme of both is mortality and death. In these challenging works, his mastery of impulse, technique, and material is apparent. Op. 144 constitutes both a continuation of Reger's choral/orchestral style in earlier works and, by dint of the composer's death as a mid-aged man, the culmination of it.
Der Einsiedler y Requiem, op. 144a y 144b, las últimas obras para coro y orquesta del compositor, demuestran la madurez de Max Reger a la hora de interpretar poemas de reconocido mérito literario. Estas poderosas obras de un solo movimiento de 1915 desafían muchos estereotipos asociados a su compositor. Manifiestan una belleza lírica, una compacidad dramática y una economía de medios musicales. El tema central de ambas es la mortalidad y la muerte. En estas desafiantes obras queda patente su dominio del impulso, la técnica y el material. El op. 144 constituye a la vez una continuación del estilo coral/orquestal de Reger en obras anteriores y, a causa de la muerte del compositor cuando era un hombre de mediana edad, la culminación del mismo.

## Grabaciones
| Título | Director/Coro/Orquesta                                                                                             | Solistas                                                          | Discográfica                                                  | Año  |
| --- | --- | ----------------------------------------------------------------- | ------------------------------------------------------------- | ---- |
| Max Reger, Chorstücke | Joachim Martini Junge Kantorei Symphonisches Orchester Berlin                                                      | Max van Egmond                                                    | Teldec (grabación en directo en la Filarmónica de Berlín)     | 1969 |
| Max Reger Requiem, Op. 144b; Lateinisches Requiem, Op. 145a; Dies irae                                                       | Roland Bader NDR Chor Orquesta NDR de la Filarmónica del Elba                                                      | Yoko Kawahara Marga Höffgen Hans-Dieter Bader Nikolaus Hillebrand | Koch Schwann (estreno de Dies irae)                           | 1979 |
| Max Reger Orchesterlieder Der Einsiedler, Op. 144a, Hymnus der Liebe, Op. 136, Requiem, Op. 144b, «An die Hoffnung», Op. 124 | Gerd Albrecht Coro de la Iglesia de San Miguel (Hamburgo) Monteverdi-Chor Philharmonisches Staatsorchester Hamburg | Dietrich Fischer-Dieskau                                          | Orfeo                                                         | 1990 |
| Max Reger: Der 100. Psalm; Der Einsiedler; Requiem (Hebbel)                                                                  | Klaus Uwe Ludwig Bach-Chor Wiesbaden Bach-Orchester Wiesbaden                                                      | Anselm Richter                                                    | Melisma (grabación en directo de la Lutherkirche (Wiesbaden)) | 2000 |
| Hebbel Requiem (versión para órgano)                                                                                         | Gabriel Dessauer Reger-Chor                                                                                        | Ignace Michiels (órgano)                                          | (grabación en directo en Bonifatiuskirche)                    | 2001 |
| Max Reger (1873-1916) / Choral Works (versión para piano)                                                                    | Andrew-John Smith Consortium                                                                                       | Alexander Learmonth Christopher Glynn (piano)                     | Hyperion                                                      | 2009 |

### Partituras
- Partituras libres de 10 Gesänge, Op. 83 (Max Reger) en el Proyecto Biblioteca Internacional de Partituras Musicales (IMSLP).
- Partituras libres de Requiemsatz, Op. 145a en el Proyecto Biblioteca Internacional de Partituras Musicales (IMSLP).
- Partituras libres de 2 Gesänge, Op. 144 en el Proyecto Biblioteca Internacional de Partituras Musicales (IMSLP).
- Zwei Gesänge für gemischten Chor mit Orchester / 2 / Requiem (Hebbel). Edition Peters. 2010.

### Max-Reger-Institute
- «Curriculum vitae» (en inglés). Max-Reger-Institute. Archivado desde el original el 2 de abril de 2023. Consultado el 3 de abril de 2010.
- «Sechs Lieder Op. 4» (en alemán). Max-Reger-Institute. Consultado el 17 de abril de 2016.
- «Zehn Gesänge für Männerchor Op. 83» (en alemán). Max-Reger-Institute. Consultado el 3 de abril de 2016.
- «Zwei Gesänge Op. 144 / für Solostimme, gemischter Chor und Orchester» (en alemán). Max-Reger-Institute. Consultado el 3 de abril de 2016.
- «Requiem Op. 144b» (en alemán). Max-Reger-Institute. Consultado el 4 de abril de 2016.
- «Requiem WoO V/9» (en alemán). Max-Reger-Institute. Consultado el 3 de abril de 2016.

### Libros
- Grim, William (2005). Lateinisches Requiem für Soli, Chor und Orchester, Op. 145a (en inglés). Musikproduktion Höflich.
- Lenssen, Debra (2002). «Max Reger's final choral/orchestral work: a study of opus 144 as culmination within continuity» (en inglés). University of Cincinnati. Archivado desde el original el 20 de abril de 2016. Consultado el 10 de julio de 2010.
- McDermott, Pamela (2010). «The Requiem Reinvented: Brahms's Ein deutsches Requiem and the Transformation from Literal to Symbolic» (en inglés). p. 201 of 226, 1.3 MB. Archivado desde el original el 18 de julio de 2011. Consultado el 12 de julio de 2010.
- Schönstedt, Rolf (2002). 7. Max Reger - Das Geistliche Lied als Orgellied - eine Gattung entsteht (en alemán). Hochschule für Kirchenmusik Herford. «Im 2.Teil zitiert der Sopran den c.f. O Haupt voll Blut und Wunden original, ohne Wiederholung bis zur ersten Halbzeile nach dem Stollen, ... Inbegriff dieses Passionsliedes war für Reger wohl stets die 9. Strophe Wenn ich einmal soll scheiden..., was aus einem Briefzitat an Arthur Seidl 1913 als bewiesen erscheint: 'Haben Sie nicht bemerkt, wie durch alle meine Sachen der Choral hindurchklingt: Wenn ich einmal soll scheiden?'».
- Sprondel, Friedrich (2014). Und die Toten werden die Stimme Gottes hören ... (en alemán). Bachakademie. Consultado el 14 de marzo de 2015.
- «Werke von Max Reger». Internationale Orgelkonzerte Wiesbaden (en alemán). Marktkirche, Wiesbaden. 1985.

### Publicaciones
- FitzGibbon, Katherine (2014). «Historicism and German Nationalism in Max Reger's Requiems». The Choral Scholar (en inglés) (National Collegiate Choral Organization) 4. Archivado desde el original el 2 de abril de 2015. Consultado el 14 de marzo de 2015.

### Periódicos
- Hoernicke, Richard (2001). «Wenn Freunde musizieren». Wiesbadener Tagblatt (en alemán).
- Hoernicke, Richard (31 de agosto de 2010). «Gelungenes Finale der Musikwochen». Allgemeine Zeitung (en alemán).